# Ana María Harcha
Ana María Harcha Cortés (Pitrufquén, 1976) es una dramaturga y directora de teatro chilena.

## Biografía
Ana María Harcha es titulada de la Escuela de Teatro de la Pontificia Universidad Católica de Chile en 1997.Entre sus profesores se encuentran nombres como los de Juan Radrigán, Benjamín Galemiri y Marco Antonio de la Parra. Obtuvo su doctorado en Filología Española con especialización en estudios teatrales en la Universidad de Valencia en 2010 e imparte clases en la Universidad de Chile.
Su obra más reconocida es «Perro!», la cual escribió, montó y dirigió, y fue interpretada por primera vez por Mauricio Diocares, Paula Bravo y Rodrigo Canales.
Ella pertenece a la autodenominada generación de los hijos de Pinochet, ya que son nacidos en el régimen militar, lo cual se ve influenciado en las obras escritas por los dramaturgos de la misma generación, por ejemplo Manuela Infante, Francisca Bernardi, Manuela Oyarzún, Lucía de la Maza, etc.

## Dramaturgia[5][6]
- Tango (1998)
- Perro! (1999)
- Ah, sí, sí, no sé, mejor no, ja, ja, ja (2000)
- Kinder (2002) (coescrita con Francisca Bernardi)
- Lulú (2003)
- Asado (2004)
- Atravieso la ciudad montado sobre mi bicicleta porque no aguanto las bromas ni las broncas de mis parientes (2006)
- Gogo (2006)
- Smoking Point (2007)
- Pequeñas operaciones domésticas (2008)
- Hazme el favor de quemar la casa (2009)
- Huemulita Pitrufkén (2011)
- Especulaciones sobre lo humano (2016)
- Comisión Ortúzar: acciones en torno al legado de una/la refundación (2014) (junto al Núcleo Arte, Política y Comunidad)
- Trama Lana (2016-1019) (junto al Núcleo Arte, Política y Comunidad)
- Palestina irreversible. Palestina in-existente (2023)

## Libros
- Prácticas de teatralidad en Chile a partir del trabajo de Andrés Pérez Araya. Editorial Universitaria. 2018. ISBN 9789561125599.

## Premios
- Altazor 2003: Mejor Dramaturgia, por Kinder, compartido con Francisca Bernardi.